# Orsogna
Orsogna ist eine italienische Gemeinde (comune) mit 3639 Einwohnern (Stand 31. Dezember 2023) in der Provinz Chieti in den Abruzzen. Die Gemeinde liegt etwa 17 Kilometer südwestlich von Chieti im Valle del Moro.

## Weinbau
In der Gemeinde werden Reben der Sorte Montepulciano für den DOC-Wein Montepulciano d’Abruzzo angebaut.

## Verkehr
Durch die Gemeinde führt die frühere Strada Statale 538 Marrucina (heute eine Provinzstraße [218]) von Ortona nach Guardiagrele-Melone.

## Persönlichkeiten
- Camillo de Nardis (1857–1951), Komponist, Dirigent und Musikpädagoge